# Harun Tekin (football)
Pour les articles homonymes, voir Harun Tekin.
Harun Tekin, né le 17 juin 1989 à Menemen (Turquie), est un footballeur international turc jouant au poste de gardien de but au Eyüpspor.

## Biographie
Avec le club de Bursaspor, il joue deux matchs en Ligue Europa lors de la saison 2014-2015.
Il est retenu par le sélectionneur Fatih Terim afin de participer à l'Euro 2016 organisé en France.

## Statistiques
| Saison                | Club                  | Championnat           | Championnat | Championnat | Coupe(s) nationale(s) | Coupe(s) nationale(s) | Compétition(s) continentale(s) | Compétition(s) continentale(s) | Compétition(s) continentale(s) | Total | Total |
| Saison                | Club                  | Division              | M.          | B.          | M.                    | B.                    | Comp.                          | M.                             | B.                             | M.    | B.    |
| 2010-2011             | Bursaspor             | Süper Lig             | 0           | 0           | 1                     | 0                     | -                              | -                              | -                              | 1     | 0     |
| 2011-2012             | Bursaspor             | Süper Lig             | 0           | 0           | 0                     | 0                     | -                              | -                              | -                              | 0     | 0     |
| 2012-2013             | Bursaspor             | Süper Lig             | 6           | 0           | 5                     | 0                     | -                              | -                              | -                              | 11    | 0     |
| 2013-2014             | Bursaspor             | Süper Lig             | 7           | 0           | 0                     | 0                     | -                              | -                              | -                              | 7     | 0     |
| 2014-2015             | Bursaspor             | Süper Lig             | 34          | 0           | 9                     | 0                     | C3                             | 2                              | 0                              | 45    | 0     |
| 2015-2016             | Bursaspor             | Süper Lig             | 14          | 0           | 5                     | 0                     | -                              | -                              | -                              | 19    | 0     |
| Total sur la carrière | Total sur la carrière | Total sur la carrière | 61          | 0           | 20                    | 0                     | -                              | 2                              | 0                              | 83    | 0     |

## Palmarès
- Finaliste de la Coupe de Turquie en 2015 avec Bursaspor